# Bezirk Baden (Niederösterreich)
Der Bezirk Baden ist ein Verwaltungsbezirk des Landes Niederösterreich.
Sitz der Bezirkshauptmannschaft ist Baden, eine Außenstelle befindet sich in Berndorf.
Er ist der einwohnerstärkste des Landes und unter anderem wegen seiner Thermalquellen und des Weins bekannt.

## Geschichte
Wie die meisten niederösterreichischen Bezirke entstand er 1868. 1896 wurde aus dem nördlichen Teil der Bezirk Mödling gebildet (RGBl. 202/1896).

## Geografie
Der Bezirk liegt im Industrieviertel und ist auch in der Raumplanung der Hauptregion Industrieviertel zugeordnet. Seine Fläche beträgt 753,46 km². Die Thermenlinie verläuft von Norden nach Süden durch den Bezirk. Westlich der Thermenlinie ist der Bezirk bergig und liegt im Wienerwald und in den Gutensteiner Alpen, die durch die Triesting getrennt sind. Der flache Ostteil gehört zum Wiener Becken. Die wichtigsten Flüsse sind neben der Triesting die Schwechat, die Piesting, die Fischa und im äußersten Osten die Leitha, die abschnittsweise die Grenze zum Burgenland markiert.

### Verkehr
Die wichtigsten Verkehrsverbindungen sind die Süd Autobahn A 2 nach Norden nach Wien und nach Süden Richtung Wiener Neustadt. Im Westen tangiert die Wiener Außenring Autobahn A 21, im Osten die Südost Autobahn A 3.
Einige Bahnstrecken queren den Bezirk, unter anderem die Österreichische Südbahn. Außerdem gibt es die Lokalbahn Wien–Baden, die von den Wiener Lokalbahnen betrieben wird.

### Nachbarbezirke
| Bezirk St. Pölten-Land | Bezirk Mödling                              | Bezirk Bruck an der Leitha         |
|                        | Kompassrose, die auf Nachbargemeinden zeigt | Bezirk Eisenstadt-Umgebung (Bgld.) |
| Bezirk Lilienfeld      | Bezirk Wiener Neustadt-Land                 |                                    |

## Angehörige Gemeinden

Gemeinden des Bezirks Baden

Zum Bezirk Baden gehören:
- 30 Gemeinden, darunter sind
  - 5 Städte und
  - 18 Marktgemeinden.

| Gemeinde                     | Lage | Ew     | km²   | Ew / km² | Gerichtsbezirk | Region        | Typ             | Metadaten         |
| ---------------------------- | ---- | ------ | ----- | -------- | -------------- | ------------- | --------------- | ----------------- |
| Alland                       |      | 2.680  | 68,70 | 39       | Baden          | Wienerwald    | Markt- gemeinde | Gem.Kennz.: 30601 |
| Altenmarkt an der Triesting  |      | 2.154  | 63,51 | 34       | Baden          | Wienerwald    | Markt- gemeinde | Gem.Kennz.: 30602 |
| Bad Vöslau                   |      | 12.478 | 38,75 | 322      | Baden          | Thermenlinie  | Stadt- gemeinde | Gem.Kennz.: 30603 |
| Baden                        |      | 25.931 | 26,89 | 964      | Baden          | Thermenlinie  | Stadt- gemeinde | Gem.Kennz.: 30604 |
| Berndorf                     |      | 8.919  | 17,55 | 508      | Baden          | Wienerwald    | Stadt- gemeinde | Gem.Kennz.: 30605 |
| Blumau-Neurißhof             |      | 1.950  | 4,33  | 450      | Baden          | Wiener Becken | Gemeinde        | Gem.Kennz.: 30646 |
| Ebreichsdorf                 |      | 12.003 | 43,20 | 278      | Baden          | Wiener Becken | Stadt- gemeinde | Gem.Kennz.: 30607 |
| Enzesfeld-Lindabrunn         |      | 4.315  | 15,77 | 274      | Baden          | Thermenlinie  | Markt- gemeinde | Gem.Kennz.: 30608 |
| Furth an der Triesting       |      | 866    | 64,24 | 13       | Baden          | Wienerwald    | Gemeinde        | Gem.Kennz.: 30609 |
| Günselsdorf                  |      | 1.734  | 6,62  | 262      | Baden          | Wiener Becken | Markt- gemeinde | Gem.Kennz.: 30612 |
| Heiligenkreuz                |      | 1.597  | 29,52 | 54       | Baden          | Wienerwald    | Gemeinde        | Gem.Kennz.: 30613 |
| Hernstein                    |      | 1.571  | 46,63 | 34       | Baden          | Wienerwald    | Markt- gemeinde | Gem.Kennz.: 30614 |
| Hirtenberg                   |      | 2.614  | 1,47  | 1776     | Baden          | Wiener Becken | Markt- gemeinde | Gem.Kennz.: 30615 |
| Klausen-Leopoldsdorf         |      | 1.672  | 60,05 | 28       | Baden          | Wienerwald    | Gemeinde        | Gem.Kennz.: 30616 |
| Kottingbrunn                 |      | 7.451  | 11,61 | 642      | Baden          | Wiener Becken | Markt- gemeinde | Gem.Kennz.: 30618 |
| Leobersdorf                  |      | 5.344  | 12,39 | 431      | Baden          | Wiener Becken | Markt- gemeinde | Gem.Kennz.: 30620 |
| Mitterndorf an der Fischa    |      | 3.125  | 10,78 | 290      | Baden          | Wiener Becken | Gemeinde        | Gem.Kennz.: 30621 |
| Oberwaltersdorf              |      | 5.290  | 13,58 | 389      | Baden          | Wiener Becken | Markt- gemeinde | Gem.Kennz.: 30623 |
| Pfaffstätten                 |      | 3.502  | 7,81  | 448      | Baden          | Thermenlinie  | Markt- gemeinde | Gem.Kennz.: 30625 |
| Pottendorf                   |      | 7.770  | 39,84 | 195      | Baden          | Wiener Becken | Markt- gemeinde | Gem.Kennz.: 30626 |
| Pottenstein                  |      | 2.983  | 33,37 | 89       | Baden          | Wienerwald    | Markt- gemeinde | Gem.Kennz.: 30627 |
| Reisenberg                   |      | 1.749  | 17,80 | 98       | Baden          | Wiener Becken | Markt- gemeinde | Gem.Kennz.: 30629 |
| Schönau an der Triesting     |      | 2.141  | 8,08  | 265      | Baden          | Wiener Becken | Gemeinde        | Gem.Kennz.: 30631 |
| Seibersdorf                  |      | 1.614  | 20,20 | 80       | Baden          | Wiener Becken | Markt- gemeinde | Gem.Kennz.: 30633 |
| Sooß                         |      | 1.077  | 5,49  | 196      | Baden          | Thermenlinie  | Markt- gemeinde | Gem.Kennz.: 30635 |
| Tattendorf                   |      | 1.456  | 14,35 | 101      | Baden          | Wiener Becken | Gemeinde        | Gem.Kennz.: 30636 |
| Teesdorf                     |      | 1.899  | 7,30  | 260      | Baden          | Wiener Becken | Markt- gemeinde | Gem.Kennz.: 30637 |
| Traiskirchen                 |      | 18.925 | 29,11 | 650      | Baden          | Wiener Becken | Stadt- gemeinde | Gem.Kennz.: 30639 |
| Trumau                       |      | 3.724  | 18,58 | 200      | Baden          | Wiener Becken | Markt- gemeinde | Gem.Kennz.: 30641 |
| Weissenbach an der Triesting |      | 1.682  | 15,93 | 106      | Baden          | Wienerwald    | Markt- gemeinde | Gem.Kennz.: 30645 |

### Gemeindeänderungen seit 1945
| Änderungsdatum            | alte Gemeinde(n)                                                                                         | neue Gemeinde(n)                                    |
| ------------------------- | --- | --------------------------------------------------- |
| 1. Jänner 1970            | Enzesfeld, Lindabrunn                                                                                    | Enzesfeld-Lindabrunn                                |
| 1. Jänner 1971            | Pottenstein, Fahrafeld                                                                                   | Pottenstein                                         |
| 1. Jänner 1971            | Hernstein, Grillenberg, Kleinfeld                                                                        | Hernstein                                           |
| 1. Jänner 1971            | Weißenbach an der Triesting, Neuhaus, Schwarzensee                                                       | Weißenbach an der Triesting                         |
| 1. Jänner 1972            | Alland, Raisenmarkt                                                                                      | Alland                                              |
| 1. Jänner 1972            | Altenmarkt an der Triesting, Klein-Mariazell, Nöstach, Thenneberg, St. Corona am Schöpfl (KG St. Corona) | Altenmarkt an der Triesting                         |
| 1. Jänner 1972            | Bad Vöslau, Gainfarn, Großau                                                                             | Bad Vöslau                                          |
| 1. Jänner 1972            | Ebreichsdorf, Schranawand, Unterwaltersdorf, Weigelsdorf                                                 | Ebreichsdorf                                        |
| 1. Jänner 1972            | Günselsdorf, Tattendorf, Teesdorf                                                                        | Günselsdorf (ab 20. November 1973 Steinfelden)      |
| 1. Jänner 1972            | Klausen-Leopoldsdorf, St. Corona am Schöpfl (KG Kleinmariazellerforst)                                   | Klausen-Leopoldsdorf                                |
| 1. Jänner 1972            | Pottendorf, Landegg, Siegersdorf, Wampersdorf                                                            | Pottendorf                                          |
| 1. Jänner 1972            | Seibersdorf, Deutsch Brodersdorf                                                                         | Seibersdorf                                         |
| 1. Jänner 1972            | Traiskirchen, Oeynhausen, Tribuswinkel                                                                   | Traiskirchen                                        |
| 1. Jänner 1988            | Steinfelden                                                                                              | Blumau-Neurißhof, Günselsdorf, Tattendorf, Teesdorf |
| Quelle: Statistik Austria | |                                                     |